# Slonokoščena obala
Republika Slonokoščena obala, ali na kratko le Slonokoščena obala, je obmorska država v Zahodni Afriki. Na jugu leži ob Gvinejskem zalivu, po kopnem pa na zahodu meji na Liberijo in Gvinejo, na severu na Mali in Burkina Faso, ter na vzhodu na Gano.
- Narodni park Taï